# 마마이트
마마이트(Marmite)는 영국 문화권에서 먹는 스프레드의 일종이다. 현재 유니레버가 생산하는 해당 브랜드가 이 스프레드를 지칭하는 고유명사가 되었다. 맥주 양조 과정에서 부산물로 발생하는 이스트 추출물로 마마이트를 만든다. 마마이트는 진갈색의 끈적한 반죽으로, 매우 짜면서 강하고 독특한 풍미를 가지고 있어, 제품 슬로건인 "좋아하거나 싫어하거나(Love it or hate it)" 그대로 영국 내에서도 호불호가 많이 갈린다.
비타민 B 복합체가 풍부하여 김과 함께 채식주의자들에게 부족하기 쉬운 비타민 B군을 보충해 주는 음식 중 하나다.

## 같이 보기
- 영양효모